# りそなキャピタル
りそなキャピタル株式会社（英称：Resona Capital Co.,Ltd.）は、りそなホールディングス傘下のベンチャーキャピタルである。りそなグループの一員。

## 概説
りそなグループの戦略子会社として、「高度な提案力と丁寧な対応による信頼度NO.1ベンチャーキャピタル」に取り組んでいる。
業界トップレベルの公開関与実績を誇る経験豊富なベンチャーキャピタルとして、株式公開支援および事業承継・事業再編等の資本政策に関わるソリューションを提供をしている。

## 沿革
- 2003年4月1日 - あさひ銀事業投資株式会社と大和銀企業投資株式会社が統合し、りそなキャピタル株式会社としてスタート。
- 2006年6月9日 - 独立行政法人中小企業基盤整備機構からの出資を受けて「りそなキャピタル成長支援投資事業有限責任組合」を設立。
- 2010年7月5日 - りそなグループの取引先に対しエクイティソリューションを提供することを目的とし、グループ各銀行とそれぞれ投資事業組合を設立。
- 2012年3月23日 - 大阪支社を閉鎖。